# Allanit
Allanit (ortyt) – minerał z grupy krzemianów, odmiana epidotu. Należy do grupy minerałów rzadkich.
Nazwa pochodzi od nazwiska szkockiego bankiera i mineraloga Thomasa Allana (1777–1833), który go odkrył. 

## Charakterystyka

### Właściwości
Zazwyczaj tworzy kryształy o pokroju słupkowym, tabliczkowym, igiełkowym. Występuje w skupieniach ziarnistych, promienistych, masywnych, zbitych, igiełkowych, spotykany także w formie pojedynczych ziarn w skale. Jest kruchy, przeświecający do przezroczystego, bywa promieniotwórczy (obecność uranu i toru). Współwystępuje z epidotem, biotytem, monacytem, gadolinitem, kwarcem, skaleniami, magnetytem, ilmenitem, cyrkonem, diopsydem i bastnasytem. 
- Pleochroizm: wyraźny; obserwowane barwy: czerwonobrązowa – brązowożółta – zielonobrązowa
- Widmo absorpcyjne: nie diagnostyczne
- Luminescencja: brak
- Dyspersja: wyraźna do silnej[1]
- Dwójłomność: 0,018–0,031[1]

### Występowanie
W kwaśnych skałach magmowych, zwykle w granitach, granodiorytach i sjenitach. Spotykany także w skałach metamorficznych, pegmatytach granitowych oraz pustkach w bazaltach. 
Miejsca występowania:
- Na świecie: Kanada, Norwegia, Szwecja, Grenlandia, Rosja, Republika Malgaska, USA.

- W Polsce: występuje w granitach karkonoskich, granitach i pegmatytach strzegomskich oraz porfirze z okolic Radzimowic.

### Zastosowanie
- ma znaczenie naukowe,
- jest atrakcyjny dla kolekcjonerów,
- w jubilerstwie wykorzystywany rzadko z powodu ciemnej barwy. Znacznie częściej w galanterii ozdobnej i wyrobach pamiątkarskich. Poszukiwane są kamienie jasnobrązowe, przeświecające. Powszechny jest szlif kaboszonowy.